# Agostino Colaianni
Agostino Colaianni (Barisciano, 11 agosto 1751 – Sora, 9 dicembre 1814) è stato un vescovo cattolico italiano.

## Biografia
Nato a Barisciano nel 1751, da Mattia e Liboria Ciavoli, fu ordinato sacerdote il 3 aprile 1779. Il 18 dicembre 1797 venne nominato da papa Pio VI vescovo di Sora e fu consacrato il 21 dicembre successivo dal cardinale Luigi Valenti Gonzaga, cardinale vescovo di Albano, insieme a François de Pierre de Bernis e Girolamo Volpi come co-consacranti. Mantenne l'incarico fino alla morte, avvenuta a Sora il 9 dicembre 1814.

## Genealogia episcopale
La genealogia episcopale è:
- Cardinale Scipione Rebiba
- Cardinale Giulio Antonio Santori
- Cardinale Girolamo Bernerio, O.P.
- Arcivescovo Galeazzo Sanvitale
- Cardinale Ludovico Ludovisi
- Cardinale Luigi Caetani
- Cardinale Ulderico Carpegna
- Cardinale Paluzzo Paluzzi Altieri degli Albertoni
- Papa Benedetto XIII
- Papa Benedetto XIV
- Papa Clemente XIII
- Cardinale Luigi Valenti Gonzaga

- Vescovo Agostino Colaianni